# Свидвин (гмина)

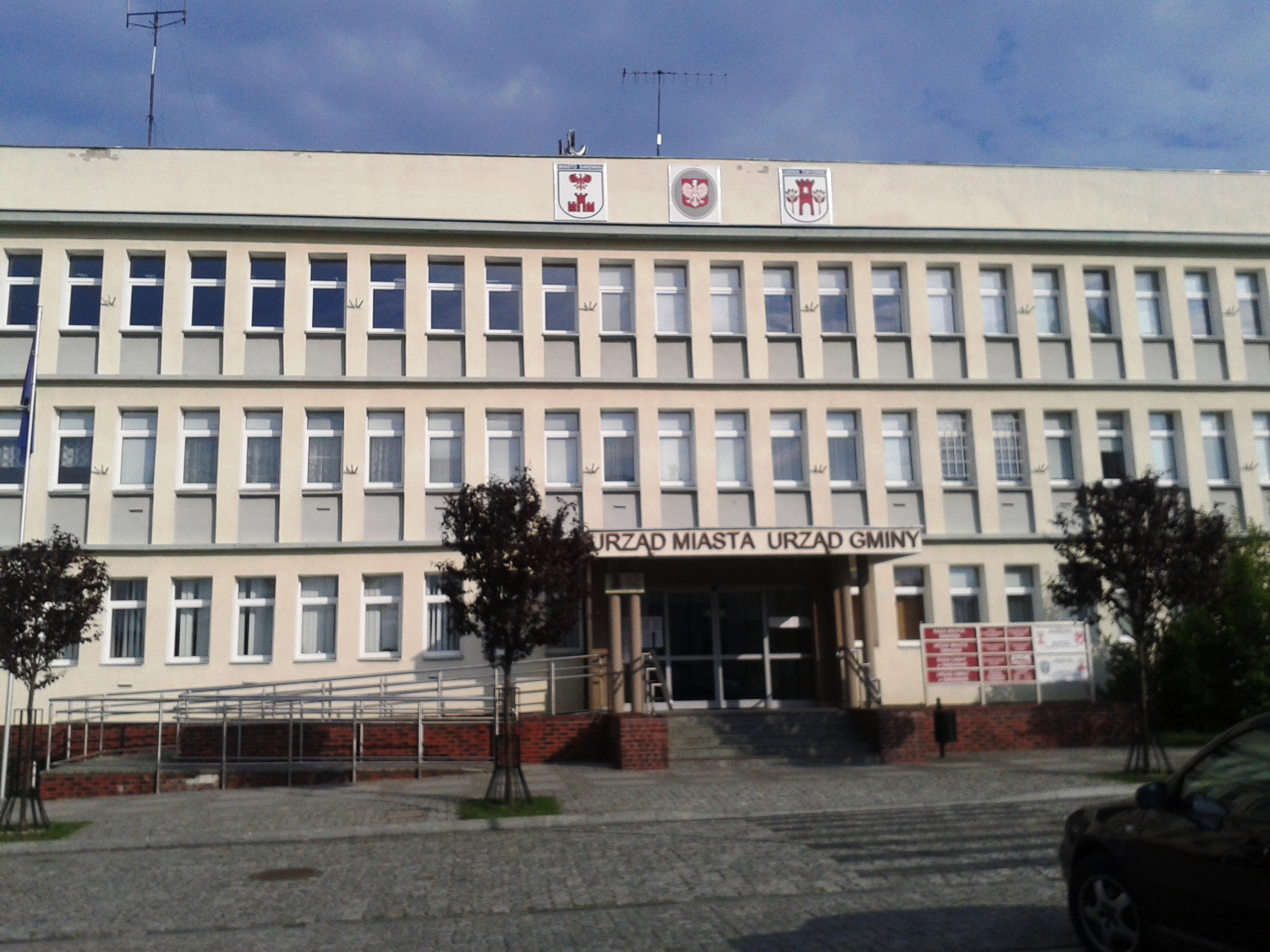
Учреждение Города и управление гмины - Свидвин

Свидвин (пол. Świdwin) — сельская гмина (волость) в Польше, входит как административная единица в Свидвинский повет, Западно-Поморское воеводство. Население — 6202 человек (на 2011 год).